# Вествуд-Гіллс (Канзас)
Вествуд-Гіллс (англ. Westwood Hills) — місто (англ. city) в США, в окрузі Джонсон штату Канзас. Населення — 400 осіб (2020).

## Географія
Вествуд-Гіллс розташований за координатами 39°2′20″ пн. ш. 94°36′35″ зх. д. / 39.03889° пн. ш. 94.60972° зх. д. (39.038919, -94.609659).  За даними Бюро перепису населення США в 2010 році місто мало площу 0,17 км², уся площа — суходіл.

## Демографія
Згідно з переписом 2010 року, у місті мешкало 359 осіб у 167 домогосподарствах у складі 105 родин. Густота населення становила 2089 осіб/км².  Було 177 помешкань (1030/км²).
Расовий склад населення:
| - 94,4 % — білих - 1,9 % — азіатів - 1,7 % — чорних або афроамериканців |

До двох чи більше рас належало 1,9 %. Частка іспаномовних становила 3,1 % від усіх жителів.
За віковим діапазоном населення розподілялося таким чином: 17,8 % — особи молодші 18 років, 64,7 % — особи у віці 18—64 років, 17,5 % — особи у віці 65 років та старші. Медіана віку мешканця становила 47,1 року. На 100 осіб жіночої статі у місті припадало 100,6 чоловіків;  на 100 жінок у віці від 18 років та старших — 92,8 чоловіків також старших 18 років.
Середній дохід на одне домашнє господарство  становив 137 103 долари США (медіана — 124 250), а середній дохід на одну сім'ю — 142 824 долари (медіана — 131 354). За межею бідності перебувало 5,4 % осіб, у тому числі 7,7 % дітей у віці до 18 років та 8,2 % осіб у віці 65 років та старших.
Цивільне працевлаштоване населення становило 232 особи. Основні галузі зайнятості: науковці, спеціалісти, менеджери — 34,5 %, освіта, охорона здоров'я та соціальна допомога — 21,6 %, фінанси, страхування та нерухомість — 8,6 %, виробництво — 6,0 %.